# Fernand Jaccard
Fernand Alfred Jaccard (ur. 8 października 1907 w La Chaux-de-Fonds, zm. 15 kwietnia 2008 w Lutry) – szwajcarski piłkarz i trener, reprezentant kraju.

## Kariera klubowa
Przygodę z piłką rozpoczął w juniorskich drużynach FC Étoile-Sporting. Do pierwszego zespołu dołączył w 1924 i spędził w nim kolejne dwa sezony na poziomie Nationalligi. Od 1926 występował w CS La Tour de Peilz, w którym to grał przez kolejne 8 lat.
Po Mistrzostwach Świata, w 1934 dołączył do FC Montreux-Sports. Dobre występy w tym zespole zaprocentowały w 1936 transferem do FC Basel. W klubie z Bazylei grał przez kolejne trzy lata, od 1937 pełniąc także rolę grającego trenera. W 1939 także jako grający trener dołączył do drugoligowego FC Locarno. W 1943 został trenerem Servette FC, a przez pierwsze dwa sezony łączył obowiązki piłkarza i trenera. W 1945 zakończył karierę piłkarską i skupił się na działalności szkoleniowej.
| Sezon   | Klub                | Kraj       | Liga           | Mecze | Gole |
| ------- | ------------------- | ---------- | -------------- | ----- | ---- |
| 1924/25 | FC Étoile-Sporting  | Szwajcaria | Nationalliga   |       |      |
| 1925/26 | FC Étoile-Sporting  | Szwajcaria | Nationalliga   |       |      |
| 1926/27 | CS La Tour de Peilz | Szwajcaria |                |       |      |
| 1927/28 | CS La Tour de Peilz | Szwajcaria |                |       |      |
| 1928/29 | CS La Tour de Peilz | Szwajcaria |                |       |      |
| 1929/30 | CS La Tour de Peilz | Szwajcaria |                |       |      |
| 1930/31 | CS La Tour de Peilz | Szwajcaria |                |       |      |
| 1931/32 | CS La Tour de Peilz | Szwajcaria |                |       |      |
| 1932/33 | CS La Tour de Peilz | Szwajcaria |                |       |      |
| 1933/34 | CS La Tour de Peilz | Szwajcaria |                |       |      |
| 1934/35 | FC Montreux-Sports  | Szwajcaria | 1. Liga        |       |      |
| 1935/36 | FC Montreux-Sports  | Szwajcaria | 1. Liga        |       |      |
| 1936/37 | FC Basel            | Szwajcaria | Nationalliga A |       |      |
| 1937/38 | FC Basel            | Szwajcaria | Nationalliga A |       |      |
| 1938/39 | FC Basel            | Szwajcaria | Nationalliga A |       |      |
| 1939/40 | FC Locarno          | Szwajcaria | 1. Liga        |       |      |
| 1940/41 | FC Locarno          | Szwajcaria | 1. Liga        |       |      |
| 1941/42 | FC Locarno          | Szwajcaria | 1. Liga        |       |      |
| 1942/43 | FC Locarno          | Szwajcaria | 1. Liga        |       |      |
| 1943/44 | Servette            | Szwajcaria | Nationalliga A |       |      |
| 1944/45 | Servette            | Szwajcaria | Nationalliga A |       |      |

## Kariera reprezentacyjna
W 1934 Heinrich Müller, ówczesny selekcjoner reprezentacji Szwajcarii, powołał Jaccarda na Mistrzostwa Świata. Zagrał w spotkaniu z reprezentacją Holandii (3:2). Występ ten był równocześnie debiutem Fernanda w kadrze narodowej. Wystąpił także w ćwierćfinale z Czechosłowacją (2:3).
Po raz ostatni w reprezentacji zagrał 25 października 1936 w przegranym 2:4 spotkaniu z Włochami. Łącznie w latach 1934–1936 Jaccard zagrał w 12 spotkaniach reprezentacji Szwajcarii.
| Mecze i gole w reprezentacji | Mecze i gole w reprezentacji | Mecze i gole w reprezentacji | Mecze i gole w reprezentacji | Mecze i gole w reprezentacji | Mecze i gole w reprezentacji | Mecze i gole w reprezentacji |
| #                            | Data                         | Miasto                       | Przeciwnik                   | Gol                          | Wynik                        | Rozgrywki                    |
| ---------------------------- | ---------------------------- | ---------------------------- | ---------------------------- | ---------------------------- | ---------------------------- | ---------------------------- |
| 1.                           | 27.05.1934                   | Mediolan                     | Holandia                     |                              | 3:2                          | MŚ 1934                      |
| 2.                           | 31.05.1934                   | Turyn                        | Czechosłowacja               |                              | 2:3                          | MŚ 1934                      |
| 3.                           | 04.11.1934                   | Berno                        | Holandia                     |                              | 2:4                          | towarzyski                   |
| 4.                           | 11.11.1934                   | Wiedeń                       | Austria                      |                              | 0:3                          | Puchar Europy Środkowej      |
| 5.                           | 27.01.1935                   | Stuttgart                    | III Rzesza                   |                              | 0:4                          | towarzyski                   |
| 6.                           | 17.03.1936                   | Dublin                       | Irlandia                     |                              | 0:1                          | towarzyski                   |
| 7.                           | 05.04.1936                   | Zurych                       | Włochy                       |                              | 1:2                          | towarzyski                   |
| 8.                           | 03.05.1936                   | Berno                        | Hiszpania                    |                              | 0:2                          | towarzyski                   |
| 9.                           | 24.05.1936                   | Bazylea                      | Belgia                       |                              | 1:1                          | towarzyski                   |
| 10.                          | 18.06.1936                   | Oslo                         | Norwegia                     |                              | 2:1                          | towarzyski                   |
| 11.                          | 21.06.1936                   | Sztokholm                    | Szwecja                      |                              | 2:5                          | towarzyski                   |
| 12.                          | 25.10.1936                   | Mediolan                     | Włochy                       |                              | 2:4                          | Puchar Europy Środkowej      |

## Kariera trenerska
W 1937 roku objął funkcję grającego trenera drużyny FC Basel. W 1939 przejął klub FC Locarno, który prowadził przez 4 lata. Następnie pracował w Servette FC, którą doprowadził do mistrzostwa ligi w sezonie 1945/46. Od 1948 przez 4 kolejne lata był trenerem zespołu Neuchâtel Xamax.
Następnie trenował zespół FC Chiasso, by w 1955 objąć funkcję trenera Lausanne Sports. Doprowadził ten klub do finału Pucharu Szwajcarii w roku 1957. W tym samym roku odszedł z klubu i zakończył karierę trenerską.

## Sukcesy

### Trener
Servette FC
- Mistrzostwo Swiss Super League (1): 1945/46

Lausanne-Sports
- Finał Pucharu Szwajcarii (1): 1956/57